# لمهونی (کلیبر)
لمهونی یکی از روستاهای استان آذربایجان شرقی است که در دهستان مولان بخش مرکزی شهرستان کلیبر واقع شده‌است.